# Opisthoteuthis pluto
Opisthoteuthis pluto är en bläckfiskart som beskrevs av Berry 1918. Opisthoteuthis pluto ingår i släktet Opisthoteuthis och familjen Opisthoteuthidae. Inga underarter finns listade i Catalogue of Life.